# 五月二十七日
『五月二十七日』（ごがつにじゅうしちにち）は、日本の小説家神野オキナが2002年に発表した短編小説。本作はクトゥルフ神話を題材としたホラー小説である。
日本人作家によるクトゥルフ神話アンソロジー『秘神界歴史篇』のために書き下ろされた。イラストはJETが手掛けている。
2000年の沖縄サミットの後に発表された本作は、沖縄県出身の作者が、沖縄戦を題材に書いたダーレス神話である。本作は琉球王国の繁栄はクトゥルフの恩恵によるものという設定のもと、1945年5月27日の首里城攻防戦の裏側で起きた、日米両軍を傀儡とした邪神同士の抗争を描いている。
また本作は、『永劫の探究』の裏側でのシュリュズベリイ教授の行動を辿っている。『図解クトゥルフ神話』で、シュリュズベリイ博士が終戦直後の沖縄を訪れていたという記述の典拠が、この作品である。
『秘神界』2冊は、英訳されて全4巻で黒田藩プレスから刊行された。本作は『27 May 1945』という英題で1巻に収録されている。

## あらすじ
沖縄戦は当初、アメリカ軍の圧倒的な物量差で簡単に終わると思われていたが、日本軍の死に物狂いの抵抗により、いつ終わるとも知れない泥沼の様相を呈していた。五月二十七日、アメリカ軍のロイ二等兵は、小隊長に呼び出され、これから全員で首里城に突撃をかけることを告げられる。誰も武器も持たず、進もうともしないことを、ロイが不審に思ったそのとき、仲間全員の軍服が内側からはじけとび、脚がもげ、「蝙蝠のような翼と葉巻のような腹部」を備えた飛行生物に変貌する。眼球がこぼれて赤い複眼が現れ、鼻も歯も舌も抜け落ちて歯茎が剥き出しになり、「ろい、いっしょにくるかい？」と声をかけてくる。ロイは嘔吐した後に、逃げ出す。
戦艦コロラドとミシシッピーは、首里城城壁に絶え間ない砲撃をくり返していた。だが、ある負傷兵が、発狂して奇怪な言葉をわめきながら、体中に手榴弾をくくりつけた状態で、ミシシッピーの火薬庫に飛び込んで自爆しようとしたことで砲撃は一時中断される。この負傷兵は射殺され、海に落ちた後に、誘爆した手榴弾によって爆散し、艦は事なきを得た。艦長は兵士の身元の特定を命じたが、彼を射殺した兵士たちは「あんな蛙のような顔のやつなど知らない」「指の間に水掻きまであった」と証言する。
一方、首里城では、日本軍の牛島中将が率いる司令部が撤収しており、時間稼ぎのための殿部隊だけが残っていた。その一人である伊妻四郎少尉のもとを、伊識名アヤという女性が訪れ、牛島司令官直々の書簡を手渡す。アヤは琉球王国のノロの末裔であり、司令官は伊妻少尉に「ある重要物資を移送、あるいは破壊して欲しい」のだという。
伊妻はアヤに導かれて地下に降り、金属製の奇怪な神像を目にする。アヤは、かつての琉球王国の繁栄の見返りとして、神に大量の生贄を捧げるのだと言い、この戦争の死者たちこそが「くくる神」を復活させるための供物なのであると説明する。伊妻はアヤを狂っていると判断し、まともに取り合っても軍に無用な混乱を招くだけであると、射殺して片付けようとする。そのとき首里城に、20人ほどの飛行生物が襲撃してくる。異なる神の下僕と説明されても理解できない伊妻をよそに、アヤが奇怪な呪文を唱えると、幾人もの半人半魚の化物が現れ、飛行生物たちと血みどろの戦いを始める。アヤに神像を託された伊妻は、泳いで海へと出る。伊妻の身体は、先ほど見た者たちと同じ鱗に覆われたものに変貌していた。
米政府機関が、若狭の海岸でシロウ・イズマ少尉だった生物を捕獲したとき、彼は何も所持しておらず、神像は行方不明になった。彼らはロイ二等兵の証言に加え、伊妻から引き出した情報をもとに、五月二十七日に起こった出来事を推察する。また伊妻の出身地が蔭洲升ということが判明し、巫女に護衛役として選ばれたのだろうと結論された。記録官の報告を聞いた「黒眼鏡の教授」は、「ここも駄目だった」と言い、最悪の事態を食い止めるために次の目的地へと向かう。
五月二十七日の記録に、戦艦内で自爆しようとした兵士の記述はない。戦後にオキナワの米軍施設を訪れた黒眼鏡の老人の記録もない。伊妻四郎少尉は戦闘中の行方不明とされる。終戦2年後の1947年、南太平洋のある島に核爆弾が投下されたが、記録されていない。1992年に首里城が復元された際に、陰ではユタやノロが神儀を行っていたとも噂された。また沖縄サミットの会場を首里城にすることに、アメリカは反対していたという。

## 主な登場人物

### 日本・沖縄
- 牛島満中将 - 実在の人物。沖縄戦の司令官。
- 伊妻四郎（いづま しろう） - 大日本帝国の陸軍少尉。蔭洲升の出身。姓は、明治時代に地名から名乗ったものである。
- 伊識名アヤ（いしきな あや） - ノロ（琉球の神官）にして、くるる神（くるるガミ）の巫女。牛島中将に接近して「首里城の地下に安置されている神なら、この戦局を打破できる」と丸め込む。だが真の目的は戦争に勝つことではなく、その神像を避難させることである。

### アメリカ
- ロイ・ウィタカー二等兵 - アメリカ陸軍の兵士。
- ジョージ・コンロイ - ロイの戦友。異形の姿（バイアクヘー）に変貌する。
- 負傷兵 - 米軍に入り込んでいた深きものども。
- 記録官 - 伊妻を捕らえ、自白剤を投与して情報を聞き出し、「教授」に報告する。
- 「教授」 - 白髪と黒眼鏡の老人。眼球が存在しない。名前は伏せられているが、『永劫の探究』のラバン・シュリュズベリイ教授であり、風の精の加護を得ている。

## 収録
- 創元推理文庫『秘神界歴史篇』
- 黒田藩プレス『Night Voices, Night Journeys : Lairs of the Hidden Gods 1』「27 May 1945」Steven P. Venti訳

## 関連作品
- 永劫の探究
- 蔭洲升を覆う影